# Won't Be Broken
Won't Be Broken è un singolo del gruppo musicale britannico Keane, pubblicato il 20 gennaio 2014 come secondo estratto dalla raccolta The Best of Keane.

## Descrizione
Insieme al singolo precedente Higher Than the Sun, Won't Be Broken è l'unico brano inedito contenuto nella raccolta del gruppo e si tratta di «un brano emotivamente onesto e guidato dal pianoforte che parla di come combattere momenti difficili con determinazione e speranza».

## Tracce
1. Won't Be Broken – 3:42